# Разбирая Гарри
«Разбирая Гарри» (англ. Deconstructing Harry) — кинофильм режиссёра Вуди Аллена, снятый в 1997 году.

## Сюжет
Гарри Блок (Вуди Аллен) — известный писатель, но при этом невротик, увязший в своих запутанных отношениях с многочисленными женщинами и друзьями, потративший весь аванс за новую книгу, которую никак не может начать. К тому же он должен решить очередную проблему — кого взять с собой на чествование в родном университете, из которого его в своё время выгнали. Образ Гарри дополняют многочисленные вставки из его произведений, часто автобиографичных.

## В ролях
- Вуди Аллен — Гарри Блок
- Ричард Бенджамин — Кен (персонаж книги Гарри)
- Кёрсти Элли — Джоан
- Билли Кристал — Ларри / Дьявол (персонаж книги Гарри)
- Джуди Дэвис — Люси
- Боб Балабан — Ричард
- Элизабет Шу — Фэй
- Деми Мур — Хелен (персонаж книги Гарри)
- Робин Уильямс — Мел (персонаж книги Гарри)
- Кэролайн Аарон — Дорис
- Эрик Богосян — Берт
- Мэриел Хемингуэй — Бет Крамер
- Эми Ирвинг — Джейн
- Тоби Магуайр — Харви Стерн (персонаж книги Гарри)
- Стэнли Туччи — Пол Эпштейн (персонаж книги Гарри)

## Награды и номинации
- 1998 — номинация на премию «Оскар» за лучший оригинальный сценарий (Вуди Аллен)
- 1998 — номинация на премию «Спутник» за лучший фильм — комедия или мюзикл (Жан Думанян)
- 1998 — номинация на приз «Screen International Award» Европейской киноакадемии (Вуди Аллен)

## Критика
На сайте-агрегаторе Rotten Tomatoes фильм имеет рейтинг 73% на основе 37 рецензий.